# Бодињекур
Бодињекур (фр. Baudignécourt) насеље је и општина у североисточној Француској у региону Лорена, у департману Меза која припада префектури Комерси.
По подацима из 2011. године у општини је живело 75 становника, а густина насељености је износила 11,94 становника/km². Општина се простире на површини од 6,28 km². Налази се на средњој надморској висини од 279 метара (максималној 393 m, а минималној 273 m).

## Демографија
| 1962. | 1968. | 1975. | 1982. | 1990. | 1999. | 2011. |
| ----- | ----- | ----- | ----- | ----- | ----- | ----- |
| 93    | 111   | 94    | 96    | 111   | 97    | 75    |

График промене броја становника у току последњих година